# Gante-Wevelgem sub-23
La Gante-Wevelgem sub-23 (oficialmente: Gent-Wevelgem/Kattekoers-Ieper) es una carrera profesional de ciclismo en ruta de un día que se realiza en Bélgica, fue creada en 1934 y desde el año 2023 hace parte de la categoría 1.2U dentro del UCI Europe Tour.

## Historia
En 1934, el Club royal de cyclisme yprois creó una carrera entre Gand y Ypres para corredores de categoría júnior. El nombre de la carrera fue la « trois villes de beffroi », pues el recorrido pasaba por las ciudades de Gand-Brujas-Ypres. Esa carrera duró siete ediciones de 1934 a 1939 y en 1946. En 1947 se convirtió en una carrera de categoría para independientes, después en 1948 fue para corredores amateurs.
En 1949, se convirtió en la Kattekoers (en francés: Course des Chats). En 1958 la carrera fue anulada debido a la nieve caída a lo largo del recorrido entre Ypres y Heuvelland.
Desde 2011 hasta 2015, la carrera formó parte del UCI Europe Tour, dentro de la categoría 1.2 (última categoría del profesionalismo). A partir de la temporada 2016 la carrera fue renombrada y pasó a la categoría 1.Ncup (puntuable también para la Copa de las Naciones UCI sub-23).

## Palmarés

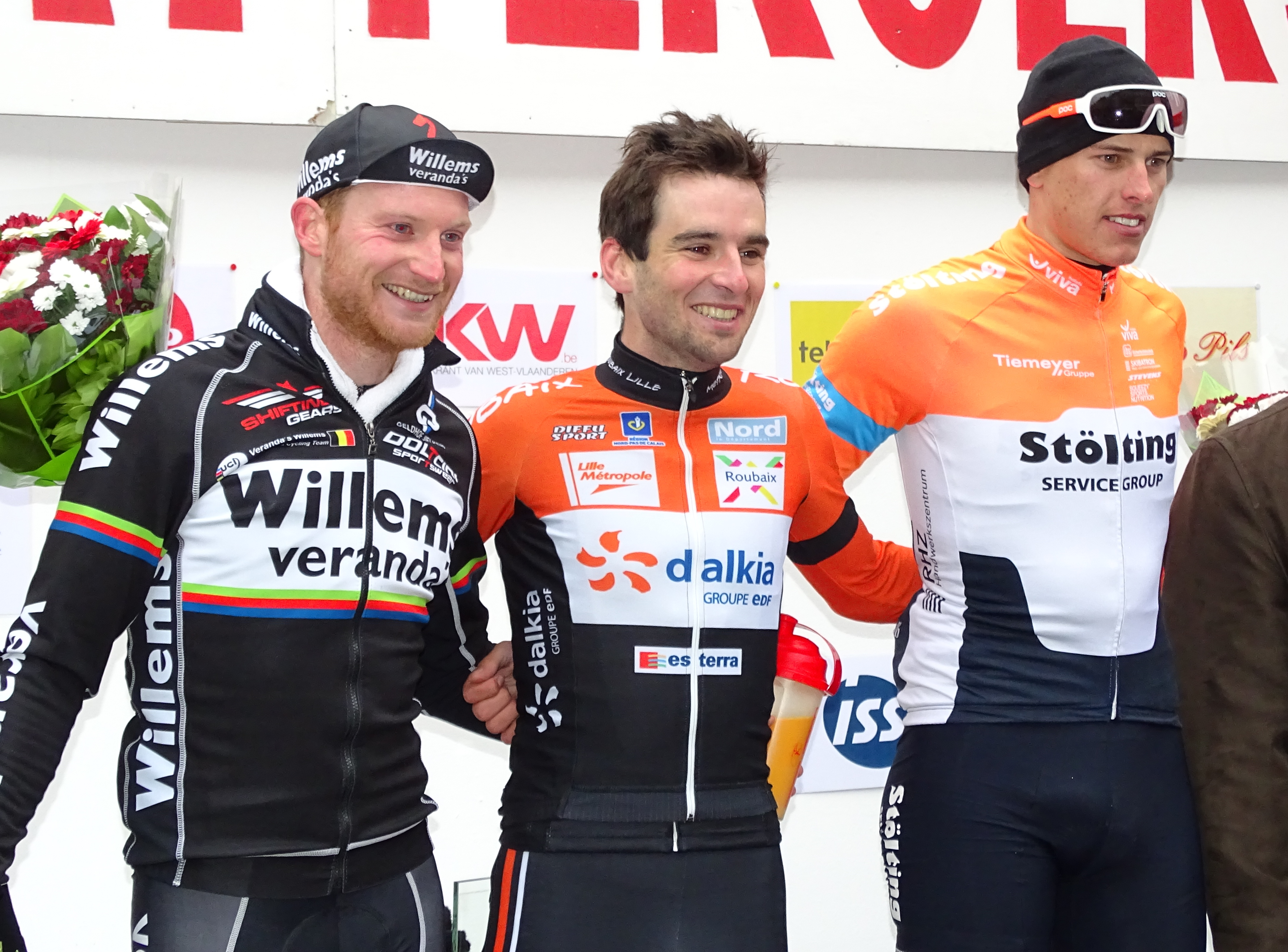
Kattekoers 2015 : Joeri Calleeuw (2), Baptiste Planckaert (1) & Nils Politt (3).

En amarillo: edición amateur.
| Año                            | Ganador                | Segundo                  | Tercero                 |
| Trois villes de beffroi        |                        |                          |                         |
| ------------------------------ | ---------------------- | ------------------------ | ----------------------- |
| 1934                           | Alfons Ghesquiere      |                          |                         |
| 1935                           | Philémon De Meersman   |                          |                         |
| 1936                           | Marcel Meerenhout      |                          |                         |
| 1937                           | Marcel Kint            |                          |                         |
| 1938                           | Alois Delchambre       | André Declerck           | Roger Cnockaert         |
| 1939                           | Leon Kint              | André Declerck           | Georges De Cnock        |
| 1946                           | Leopold Verhaegen      | Marcel Dierkens          | T. Delaere              |
| 1947                           | Omer Porte             | Marcel De Mulder         | Maurice Blomme          |
| 1948                           | Gerard Deschacht       | Roger Decock             | Alfons Vandenbrande     |
| Kattekoers                     |                        |                          |                         |
| 1949                           | Maurice Joye           | Alois Van Steenkiste     | Roger Derous            |
| 1950                           | Gentiel Vermeersch     | Joseph Van Coillie       | Roger Vuylsteke         |
| 1951                           | André Noyelle          | Gilbert Desmet           | Georges De Cnock        |
| 1952                           | Joseph Parmentier      | Lucien Victor            | Daan de Groot           |
| 1953                           | Albert Eloot           | Gaston Rebry             | Raphael Ghisquiere      |
| 1954                           | Emiel Van Cauter       | Norbert Kerckhove        | Piet Van Der Lijke      |
| 1955                           | Josef Verhelst         | Gabriel Borra            | Julien Schepens         |
| 1956                           | Piet De Jongh          | Rene Pavard              | Jan Groot               |
| 1957                           | Rene Muylle            | Ab Geldermans            | Coen Niesten            |
| 1959                           | Willy Van Den Broeck   | Louis Van Huyck          | Valeer Schmidt          |
| 1960                           | Robert Lelangue        | Eric Callens             | Ab Sluis                |
| 1961                           | Gilbert Lingier        | Andre De bal             | Ernest Dumez            |
| 1962                           | Willy Stevens          | Louis Baudeweijns        | Robert D`Hert           |
| 1963                           | Jos Spruyt             | Joseph Timmerman         | Desire Van De Voorde    |
| 1964                           | Herman Van Loo         | Jan Monteyne             | Jan Fransen             |
| 1965                           | Noël Van Clooster      | Gérard David             | Andre Planckaert        |
| 1966                           | Leo Van Dam            | Andre Poppe              | Jozef Leonard           |
| 1967                           | Jos Van Mechelen       | Eric Leman               | Jean-Marie Sohier       |
| 1968                           | Georges Claes          | Jos Schoeters            | Noël Vantyghem          |
| 1969                           | Emiel Cambre           | Roland Callewaert        | Eddy Voet               |
| 1970                           | Ludo Van Der Linden    | Willy Van Mechelen       | Frans Verhaegen         |
| 1971                           | Theophile Dockx        | Daniel Moenaert          | René Dillen             |
| 1972                           | Jose Vanackere         | Gerry Catteeuw           | Ludo Delcroix           |
| 1973                           | René Dillen            | Eric Van Lent            | Marcel Laurens          |
| 1974                           | Florent Van Hooydonck  | Willem Peeters           | Andre Liekens           |
| 1975                           | Franky De Gendt        | Leo Van Thielen          | Emiel Gijsemans         |
| 1976                           | Paul Clinckaert        | Eddy Vanhaerens          | Pieter Verhaege         |
| 1977                           | Fons De Wolf           | Dirk Heirweg             | Eric Thoelen            |
| 1978                           | Walter Schoonjans      | Fons De Wolf             | Daniel Willems          |
| 1979                           | Eddy Planckaert        | Etienne De Wilde         | Werner Devos            |
| 1980                           | Eddy Planckaert        | Patrick Vermeulen        | Jan Jonkers             |
| 1981                           | Jozef Lieckens         | Marc Sergeant            | Luc Meersman            |
| 1982                           | Rudy Delehouzee        | Hans D`Haese             | Jan Blomme              |
| 1983                           | Frank Verleyen         | Marc Van Laer            | Stefan Aerts            |
| 1984                           | Patrick Verplancke     | Edwin Bafcop             | Rudy De Keyser          |
| 1985                           | Patrick Verplancke     | Jan Goessens             | Willy Willems           |
| 1986                           | Walter Van Den Branden | Frank Francken           | Rudy Van Der Haegen     |
| 1987                           | Johnny Dauwe           | Johan Devos              | Koen Vekemans           |
| 1988                           | Patrick Hendrickx      | Sammy Moreels            | Jan Mattheus            |
| 1989                           | Chris Lefever          | Reginald Van Damme       | Harry Lodge             |
| 1990                           | Claude De Bodt         | Didier Priem             | Peter Farazijn          |
| 1991                           | Daniel Verelst         | Dominique Kinds          | Hans De Clercq          |
| 1992                           | Niko Eeckhout          | Stefan Sels              | Hans De Clercq          |
| 1993                           | Stefaan Vermeersch     | Rufin Desmet             | Patrick Kops            |
| 1994                           | Robbie Vandaele        | Danny In't Ven           | Arvis Piziks            |
| 1995                           | Yvan Segers            | Mario Aerts              | Danny Van Looy          |
| 1996                           | Jurgen Vermeersch      | Juris Silovs             | Dennis Moons            |
| 1997                           | Karel Vereecke         | Marc Lotz                | Yvan Segers             |
| 1998                           | Coen Boerman           | Danny Dierckx            | Koen Scherre            |
| 1999                           | Kevin Hulsmans         | Ronald Mutsaars          | Frédéric Amorison       |
| 2000                           | Bert De Waele          | Mark Vlijm               | Davy Huybrechts         |
| 2001                           | Stefaan Vermeersch     | Koen Das                 | Gert Steegmans          |
| 2002                           | Sean Sullivan          | Stefaan Vermeersch       | Roel Egelmeers          |
| 2003                           | Kenny Lisabeth         | Koen Barbé               | Jurgen Van den Broeck   |
| 2004                           | Stefaan Vermeersch     | Jurgen Vermeersch        | Claude Pauwels          |
| 2005                           | Frank Van Kuik         | Rik Kavsek               | Kevin Desmedt           |
| 2006                           | Greg Van Avermaet      | Ward Bogaert             | Nikolas Maes            |
| 2007                           | Sébastien Delfosse     | Kenny Van Der Schueren   | Pieter Vanspeybrouck    |
| 2008                           | Ken Vanmarcke          | Sep Vanmarcke            | Gaëtan Bille            |
| 2009                           | Sander Armée           | Baptiste Planckaert      | Sep Vanmarcke           |
| 2010                           | Frédérique Robert      | Davy De Scheemaeker      | Jens Debusschere        |
| 2011                           | Jonas Van Genechten    | Benjamin Verraes         | Frédéric Amorison       |
| 2012                           | Roy Jans               | Steele Von Hoff          | Marco Minnaard          |
| 2013                           | Jérôme Baugnies        | Alphonse Vermote         | Tom Dernies             |
| 2014                           | Łukasz Wiśniowski      | Gaëtan Bille             | Boris Dron              |
| 2015                           | Baptiste Planckaert    | Joeri Calleeuw           | Nils Politt             |
| Gent-Wevelgem/Kattekoers-Ieper |                        |                          |                         |
| 2016                           | Mads Pedersen          | Anders Skaarseth         | Gabriel Cullaigh        |
| 2017                           | Jacob Hennesy          | Ian Garrison             | Rasmus Tiller           |
| 2018                           | Žiga Jerman            | Jake Stewart             | Mathieu Burgaudeau      |
| 2019                           | Jonas Rutsch           | Andreas Leknessund       | Jens Reynders           |
| 2020-2021                      | no se disputó          | no se disputó            | no se disputó           |
| 2022                           | Samuel Watson          | Sebastian Kolze Changizi | Valentin Retailleau     |
| 2023                           | Gil Gelders            | Niccolò Buratti          | Henri Uhlig             |
| 2024                           | Huub Artz              | Rasmus Søjberg Pedersen  | Andrea Raccagni Noviero |
| 2025                           | Alessandro Borgo       | Patrick Boje Frydkjær    | Joshua Golliker         |

## Palmarés por países
| País         | Victorias |
| ------------ | --------- |
| Bélgica      | 71        |
| Países Bajos | 4         |
| Reino Unido  | 2         |
| Australia    | 1         |
| Polonia      | 1         |
| Dinamarca    | 1         |
| Eslovenia    | 1         |
| Alemania     | 1         |
| Italia       | 1         |